# Biblioteca de Investigación de Bohemia Meridional
La Biblioteca de Investigación de Bohemia Meridional (en checo: Jihočeská vědecká knihovna, abreviado como JVK) es la biblioteca más grande de la Región de Bohemia Meridional en la ciudad de České Budějovice. Actualmente cuenta con dos edificios principales situados en el corazón de la ciudad, en las calles Na Sadech y Lidická. Además pertenecen a ella cuatro sucursales situadas en los barrios de Rožnov, Čtyři Dvory, Suché Vrbné y Vltava. El edificio principal en la calle Na Sadech y las sucursales sirven como bibliotecas municipales, mientras que el edificio en la calle Lidická tiene la función de la biblioteca de investigación. Los fondos históricos se almacenan fuera de la ciudad, en el monasterio de Zlatá Koruna.

## Historia
La primera mención de una biblioteca pública se remonta a los años 30 del siglo XIX. Es una biblioteca fundada para los lectores checos en 1834, que funcionó hasta el año 1870. En aquel entonces también había unas bibliotecas públicas de varias sociedades y escuelas, que servían exclusivamente a las necesidades de sus miembros.
Con la idea de crear una checa de la biblioteca pública viene en 1884 August Zátka, un abogado y político influyente local, y un año más tarde surge una biblioteca en el edificio de una de las sociedades interesadas. Originalmente cuenta con unos 507 libros pero la oferta sigue ampliando y desde el año 1897, se usa una sala de lectura con 128 periódicos y revistas. Es interesante que aquí ayudaba de estudiante el poeta Fráňa Šrámek.

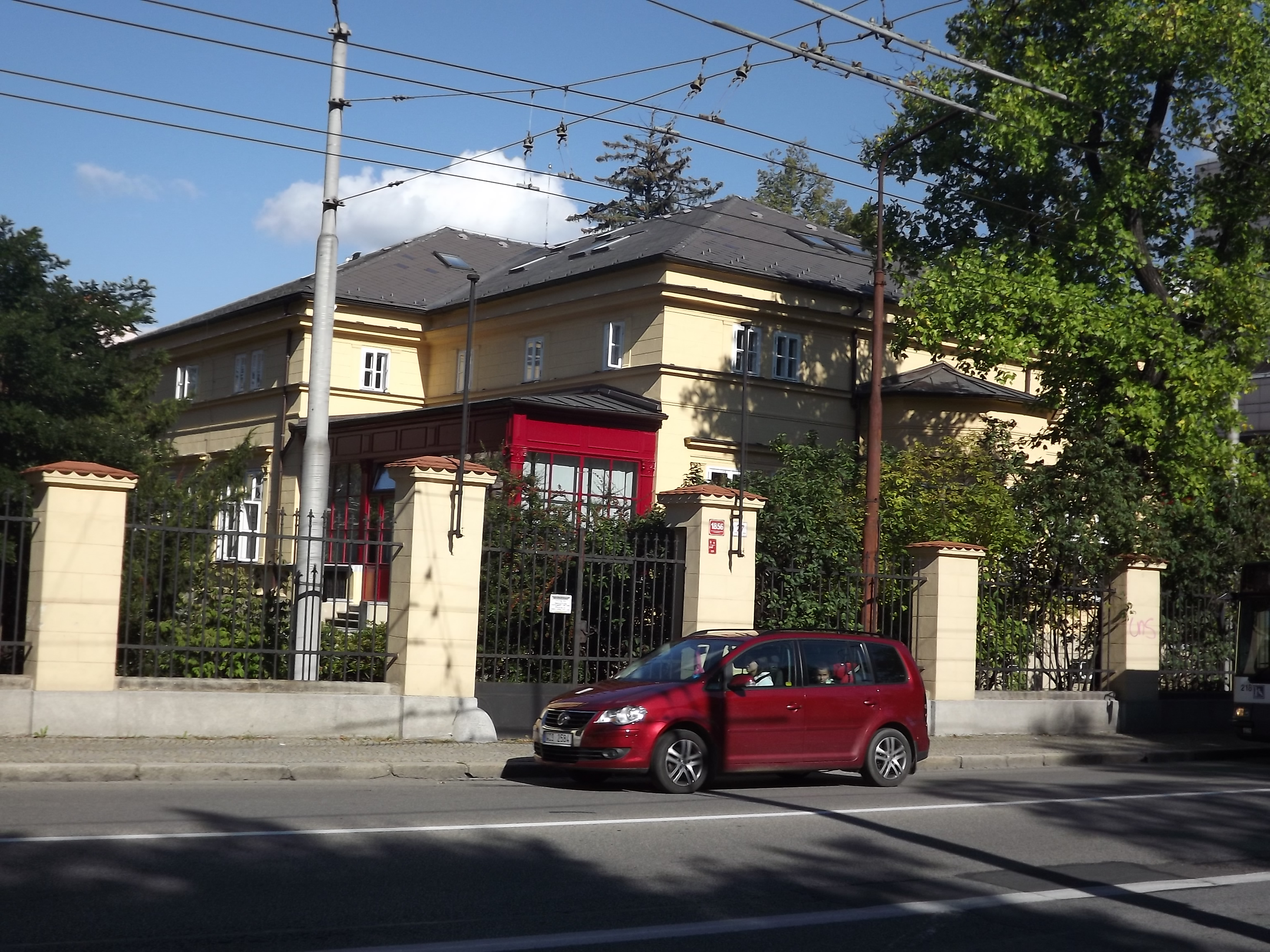
El edificio en la calle Na Sadech

Tras el estallido de la Primera Guerra Mundial se disminuye la actividad de la biblioteca. En 1921 se apodera de la biblioteca la ciudad por un suplemento 39000 coronas y la biblioteca cambia el nombre a ser la Biblioteca pública de la ciudad de České Budějovice. En 1927 se modifica el nombre a la Biblioteca Pública de la Ciudad de August Zátka. En 1924 recibe la biblioteca un lugar permanente en el edificio de la antigua escuela alemana en la calle Riegrova No. 3. En 1928, el número de los títulos sobre 9500 libros y 1000 revistas.
Durante la Segunda Guerra Mundial, la biblioteca tiene que desalojar las instalaciones de la biblioteca a la biblioteca alemana. A la Riegrova calle devuelve poco después del final de la guerra pero oficialmente no se abre hasta el 2 de septiembre de 1946 como la Biblioteca de la Ciudad, incluyendo un departamento especial para niños y jóvenes. En 1951 la biblioteca de la Ciudad cambia su nombre por el de la Biblioteca Regional de la Gente con las funciones de la biblioteca municipal, de distrito y de región. En los años 1950–1956 también operan dos autobuses modificados a la biblioteca móvil, los llamados bibliobuses, que suministran los libros por el medio rural.
El 2 de mayo de 1948 se abre en České Budějovice en la calle Na Sadech la Biblioteca de Investigación de Bohemia Meridional, haciéndose la segunda biblioteca en la ciudad. El 2 de abril de 1949 se nacionaliza por una resolución del gobierno, y desde el 1 de febrero se encuentra bajo la dirección del Ministerio de Educación, Ciencias y  Artes, y cambia el nombre a la Biblioteca estatal de estudios de dr. Zdeněk Nejedlý, el historiador, musicólogo y político. Al fondo de esta biblioteca se empiezan a concentrar, entre otras cosas, los fondos históricos, que poco a poco se depositan en el abandonado monasterio en Zlatá Koruna.

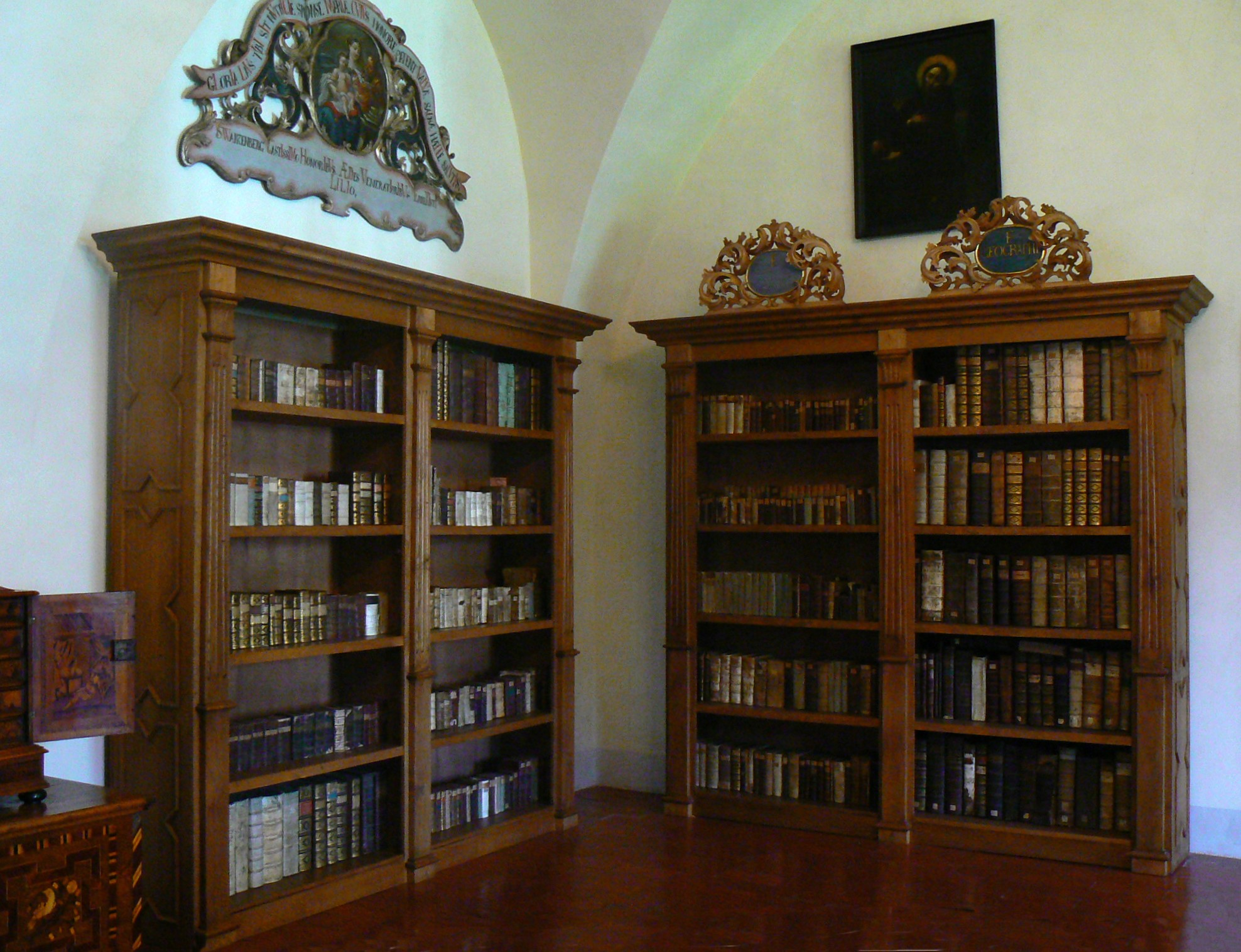
Departamento de manuscritos e impresiones antiguos en el Monasterio de Zlatá Koruna

En 1958 se agregan la Biblioteca regional de la gente y la Biblioteca estatal de estudious. La recién creada institución lleva el nombre la Biblioteca regional. A partir de los finales de los años 50 sigue cambiando el nombre de la biblioteca dependiendo de quién es en la actualidad su gerente (la Biblioteca del distrito 1960-1963, la Biblioteca regional 1963-1979, la Biblioteca estatal 1979 – 2001). Los edificios de la biblioteca en la calle Na Sadech en ese momento ya están en un estado de deterioro. La parte de estudios de la biblioteca se traslada a las instalaciones del antiguo Museo del movimiento obrerista y revolucionar, y en 1990 comienza la largamente planeada reconstrucción.
A partir del 1 de enero de 1991 pasa la biblioteca al Ministerio de Cultura de la República Checa.
En el año 1999 se completan las obras de restauración en el edificio histórico, al que se después traslada el fondo de la biblioteca de la calle Riegrova. La biblioteca nueva se inaugura oficialmente en la mágica fecha de 9. 9. 1999 y ya está completamente automatizada. En el año 2000 se inaugura el fichero automatizado del proceso de préstamo, y esto se inicia también en el edificio de la calle Lidická. Los dos edificios son las moradas principales de la biblioteca hasta este día.
El 1 de julio de 2001 la biblioteca se transfera bajo la Región de Bohemia Meridional y la organización es inscrita en el registro mercantil en el Tribunal Regional en České Budějovice bajo un nuevo nombre, la Biblioteca de Investigación de Bohemia Meridional en České Budějovice. No obstante, en el año 2002 golpean los edificios principales graves inundaciones. Se inundan 1900 m² hasta una altura de 1,70 m. El fondo, sin embargo, logra recuperarse pronto gracias a la ayuda del público.

## Servicios de la biblioteca
Todos los servicios de la Biblioteca de Investigación se proporcionan sólo a los lectores registrados con una tarjeta válida del prestatario, la cual no es transferible y puede ser utilizada en cada uno de los edificios de la biblioteca. Los usuarios no registrados pueden utilizar los servicios después de pagar una cuota por un día o 30 días. Los servicios se realizan sólo en los edificios de la biblioteca.

### Servicios de préstamo
Los servicios de préstamo se realizan tanto en los dos edificios principales de JVK como en sus cuatro ramas. Los documentos que se prestan se pueden buscar en el catálogo electrónico (en busca de un título específico) o directamente en la biblioteca.
- Consulta en sala es posible exclusivamente en las instalaciones de la biblioteca - se usa para estudiar los documentos del departamento de publicaciones periódicas, de los fondos históricos y del departamento regional.
- En préstamo a domicilio es posible pedir prestado un documento por 30 días. Los préstamos de títulos individuales es posible extender en total de tres veces. Se puede extender el período de préstamo por teléfono, correo electrónico o mensaje corto. Después de agotar el límite, es posible extenderlo si el documento no lleva reserva por otro lector, y solo después de presentar el documento prestado. Desde 2010 es posible regresar los documentos en cualquier rama de la biblioteca, no sólo en la que fueron sacados. El libro puede ser devuelto también en las instalaciones de la biblioteca universitaria de la Universidad de Bohemia del Sur, con la que estableció la JVK una cooperación más estrecha en 2011. Además se utilizan para devolver los documentos las bibliocajas.

La sucursal en el barrio de Čtyři Dvory ofrece la posibilidad de auto-servicio de la deuda de acuerdo con selfcheck. 

### Servicios interbibliotecarios y los servicios de circulación
Los servicios interbibliotecarios se proporcionan sólo a los lectores registrados y están cargados. Para cada uno de los documentos solicitados se cobra una tarifa a ser pagado al momento de la entrega del documento al lector. Este es el pago por los gastos de envío y manipulación, y sólo cuando se de cuenta del préstamo.

### Servicios de la circulación de publicaciones periódicas
Los servicios de la circulación de publicaciones periódicas (es decir, préstamos de periódicos extranjeros) son proporcionados a las organizaciones sin ánimo de lucro por el precio de los gastos de envío y manipulación. Otras empresas y personas particulares se cobran una cuota de 1000 CZK.

### Servicios de información
Se brindan servicios de información tanto en los edificios principales como en todas las sucursales de la biblioteca en el mostrador de la caja. Estos son los servicios de consultoría en la que el empleado de la biblioteca puede responder a las preguntas del lector acerca de los catálogos, bases de datos, fondos individuales y los servicios de la biblioteca. El trabajador busca por información acerca de la disponibilidad de cada uno de los documentos y también proporciona sugerencias para el trabajo con PC y bases de datos, tanto a nivel local – trabajo con el catálogo de la biblioteca – o para trabajar con las bases de datos accesibles en la red.

### Servicios de Internet
Los servicios de Internet se proporcionan por todas las ramas de la biblioteca de forma gratuita, por un período de 30 minutos. Si el servicio no está requerido por otro usuario, es posible extender este período de tiempo. En ordenadores portátiles propios es posible conectar mediante la red inalámbrica WiFi. En cada departamento de la biblioteca está disponible un mínimo de dos ordenadores con conexión a Internet (excepto el departamento de música en la calle Lidická y el departamento de recursos históricos). Además, hay un aula de laboratorio de computación con 20 lugares en el edificio principal en la calle Lidická y 12 ordenadores con conexión a Internet, con acceso a bases de datos en línea de los documentos electrónicos y del fondo de la biblioteca. Una vez al mes se organiza un cursillo de los conceptos básicos del trabajo con el Internet.

### Servicios de investigación
Los servicios de investigación se proporcionan en el departamento de bibliografía y servicios de información en el edificio de la calle Lidická. De acuerdo con el requisito del lector la investigación se procesa de manera automatizada y clásica, de las fuentes de información. El tiempo del procesamiento varía dependiendo de la complejidad del tema, pero a más tardar de un mes desde la entrada. Desde el año 2008 se procesan los inventarios de las recuperaciones procesadas. Interesado en este servicio durante los últimos años está creciendo. Este servicio no es gratuito.

### Servicios de reprografía
Los servicios de reprografía se brindan en todas las ramas de la JVK. Copiar es posible sólo de los materiales de la JVK y por este servicio se cobra de acuerdo con la lista de precios de la biblioteca.

### Archivo de literatura regional
Estos servicios se proporcionan en el departamento regional, situado en el edificio de la calle Lidická y se realizan sólo en este edificio. En el fondo de este departamento se encuentran más de 33 mil libros de autores regionales, con temas regionales o títulos emitidos en la región. Estos incluyen varias enciclopedias, diccionarios topográficos y biográficos, la historia de la región, los periódicos con sede en el sur de Bohemia, mapas regionales, etc. Además, este departamento se encarga de acceder a una base de datos electrónica regional, los registros de los gabinetes de archivo y los del archivo.
Una característica interesante es la publicación electrónica La cruz del gallo (en checo: Kohoutí kříž), dedicada a la Selva de Bohemia, que se dedica a la literatura alemana del área desde la Edad Media hasta el presente día, y se mantiene estable (en el año 2015 contiene medallones de casi 1200 autores). En 2003, el sitio web fue galardonado por el ministro de cultura de la República Checa con el Precio de la Biblioteca del Año 2003 y un diploma en la categoría de Logro Significativo en la Prestación de Servicio Público y los Servicios de Información).

### Base de datos
JVK permite el acceso a diversas bases de datos. Es un catálogo de IPAC, CD ROM Servidor Ultra*Net y la base de datos en línea, tales como Naxos Music Library, Library Pulse Display, EBSCO, Anopress, OCLC FirstSearch, Bibliografía Nacional Checa, Bibliomedica, ASPI, ČSNI, ESPACE-PRECES, ULRICH´S PLUS.

### Préstamo de e-readers
Este servicio fue introducido en 2011. En el edificio de la calle Lidická está disponible un total de cuatro lectores de libros electrónicos. Se prestan solo a los lectores registrados por una reserva durante un período de 14 días.

### Servicios para personas con discapacidad visual
La biblioteca ofrece estos servicios de forma intensiva desde 1975, cuando puso en marcha los préstamos de libros de audio a los ciudadanos invidentes e impedidos visuamente.  El lugar especializado de hoy día está ubicado en el departamento de música en el edificio de la calle Lidická. Está equipado con un ordenador con un monitor de gran tamaño y un escáner, y el sistema está equipado con un programa de acercamiento y alejamiento de texto y síntesis de voz. Los usuarios tienen a su disposición también una pantalla de cristal de aumento. Este equipo se puede usar también en la sala de lectura de periódicos en el aula de clases y una sala de lectura en el edificio en la calle Na Sadech. Además, la biblioteca testá equipado con un fondo especial de libros de audio, que incluye alrededor de 300 documentos.
La biblioteca organiza regularmente varios eventos culturales y educativos, ya sea para niños o adultos. El primer martes de cada mes la biblioteca atrae a los padres, sus hijos al igual que otros miembros de la familia para que participen en el evento La mañana pasada en la biblioteca. Aquí, los niños y sus padres aprenden informaciones prácticas sobre los libros que se pueden pedir prestados, como funciona la biblioteca, etc. Más aún, en colaboración con un estudio creativo pueden crear algo juntos.

### Recursos
- Bohemia del sur por la biblioteca científica en České Budějovice. Bohemia del sur por la biblioteca científica en České Budějovice, [en línea]. 29. 4. 2013 [cit. 2015-05-23]. Historia de la biblioteca. Disponible en: http://www.cbvk.cz/index.php?lang=CZ&s=ctenari&pg=historie.

- KROPACEK, Jiri. Enciclopedia De České Budějovice. O. 1. České Budějovice: el Estatutaria de la ciudad en blanco y negro, y el CIELO, 2006. 672 p. ISBN 80-239-6706-1.